# Real Talk (Lecrae)
Real Talk è il primo album in studio del rapper statunitense Lecrae, pubblicato nel 2004.

## Tracce
1. Souled Out – 4:44
2. We Don't (featuring R-Swift) – 4:10
3. Aliens (featuring Tedashii) – 3:59
4. Crossover – 3:53
5. Represent (featuring Tedashii) – 3:28
6. Real Talk Interlude – 0:41
7. Take Me As I Am – 4:49
8. Tha Church (featuring Sho Baraka) – 5:04
9. Nothin' – 4:17
10. The Line (featuring Tedashii) – 4:00
11. Who You Wit – 3:56
12. Heaven or Hell – 3:36
13. Wait Intro – 0:50
14. Wait (featuring Steven Carter) – 3:36

Tracce Bonus
1. You're Faithful (To Me)
2. Represent (Chopped and Screwed)